# Carlos Alberto Correa Martínez
Carlos Alberto Correa Martínez (ur. 17 lipca 1968 w Medellin) – kolumbijski duchowny rzymskokatolicki, w latach 2014–2024 wikariusz apostolski Guapi, biskup Apartadó od 2024.

## Życiorys
Święcenia kapłańskie otrzymał 27 listopada 1993 i został inkardynowany do diecezji Sonsón-Rionegro. Należy do misyjnego Stowarzyszenia Kapłańskiego św. Pawła. Przez kilka lat pracował jako misjonarz na terenie Ekwadoru i Kolumbii. W 2005 został koordynatorem w Stowarzyszeniu Kapłańskim, a w latach 2007-2013 był jego przełożonym.
3 grudnia 2013 został mianowany wikariuszem apostolskim Guapi oraz biskupem tytularnym Severiany. Sakry biskupiej udzielił mu 15 lutego 2014 abp Ettore Balestrero.
19 marca 2024 został mianowany biskupem diecezji Apartadó.